# Danwei
Une Dānwèi（单位, littéralement « unité » en chinois) désigne aujourd'hui de manière générale une entreprise d'État ou une entreprise collective ayant à sa tête un comité du Parti communiste chinois. 

## Histoire
À l'époque maoïste, la dānwèi jouait un rôle majeur sur les plans économiques et sociaux. Elle est placée, dans le cadre d'une économie planifiée, sous la tutelle de bureaux administratifs qui déterminent ses plans de production et allouent les moyens nécessaires à son fonctionnement. Chaque unité appartient à une unité de taille supérieure. Le système formé par une autorité de tutelle et les entreprises sous sa juridiction est désigné sous le nom de xitong.
Le réseau des dānwèis organise l'ensemble des activités professionnelles, politiques ou de production mais aussi la vie sociale et privée des individus qui la composent. Elle fournit un emploi à vie, un logement, souvent situé à proximité du lieu de production, des soins médicaux, une retraite, paie pour l'éducation des enfants (la crèche ainsi que le lycée et le collège pour les plus grandes d'entre elles). Elles étaient responsables de la gestion des dangan de ses membres, c'est-à-dire des fiches individuelles qui répertoriaient les informations principales concernant un individus (état civil, origines raciales, activité professionnelle mais aussi délits).
Les dānwèis ont diminué en nombre : leur emprise, et indirectement celle du parti, sur le monde social va en diminuant. Jusqu'en 2003, l'accord de la dānwèi était encore nécessaire pour autoriser le mariage de ses membres. Le départ d'un membre d'une dānwèi pour une autre entreprise peut encore faire l'objet de représailles de la part de son unité de travail d'origine[réf. nécessaire].

## Traduction
Dans le langage courant, le terme peut aujourd'hui désigner par extension les entreprises privées, les sociétés ou les institutions.